# Wetsuit

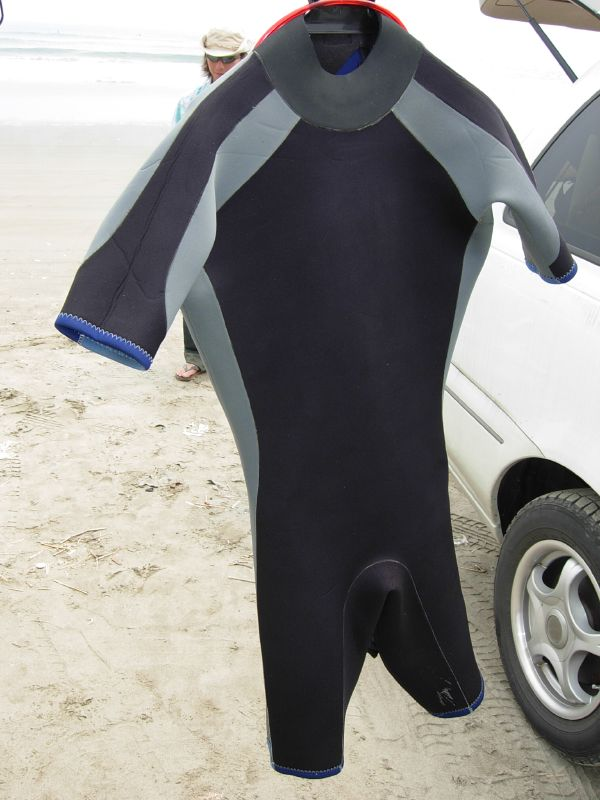
Shorty wetsuit of spring suit, deze laat de benen en armen grotendeels onbedekt.

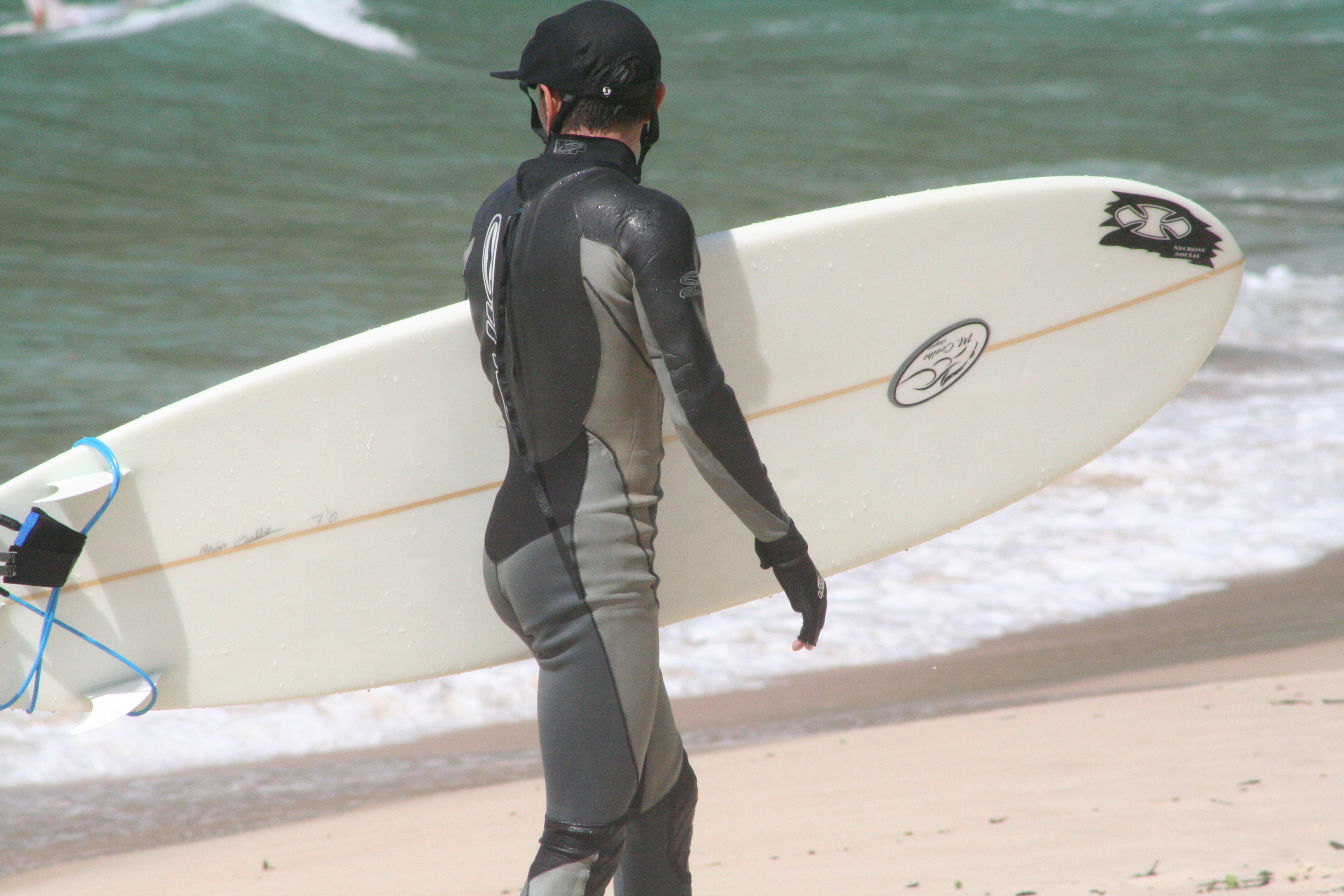
Surfer in een full wetsuit

Een wetsuit (ook wel surfpak of duikpak) is een pak dat zijn drager beschermt tegen onderkoeling. Wetsuits worden van neopreen gemaakt, ze zijn vooral populair bij sportduiken, zee- en wildwaterkajakken, windsurfen, kitesurfen en golfsurfen maar ze worden ook gebruikt bij de triathlon. Er zijn veel verschillende maten en vormen. Als een wetsuit goed aansluit komt er eerst een klein beetje water in, dat dan door het lichaam wordt opgewarmd. Bij de duiksport wordt een wetsuit ook vaak in tropische wateren gebruikt omdat het goed beschermt tegen verwondingen door koraal en tegen kwallensteken.

## Soorten wetsuits
- Shorty: Een shorty is meestal niet zo dik (3/2 millimeter) en heeft korte pijpjes en mouwtjes. Voor duikers zijn er ook shorty's van 7/5 millimeter dik, die vaak in combinatie met een full suit worden gedragen.
- Shortarm: Een shortarm heeft korte mouwen en lange pijpen.
- Full suit of steamer: Een full suit is het dikste pak, het wordt gebruikt in de herfst en winter. Meestal is het 7/5/3 millimeter dik. Een aparte categorie is het door duikers veelgebruikte semi-droogpak, dat voorzien is van "seals" bij de armen en benen waardoor er veel minder water door het pak stroomt en de isolerende werking verbetert.
- Drysuit: In een drysuit komt helemaal geen water (dus eigenlijk geen "wetsuit"), daardoor is het mogelijk om een dikke trui en een broek eronder te dragen. Dit gaat wel ten koste van de bewegingsvrijheid. Een drysuit wordt vooral in de winter, als het heel koud is, gebruikt. Drysuits worden vooral ook professioneel gebruikt waar gevaar op onderkoeling heerst, bijvoorbeeld door bemanningen van reddingboten, zeezeilers, (beroeps)duikers en offshore helikopterbemanningen en passagiers.

## Geschiedenis
Het is moeilijk precies te bepalen wie de uitvinder van de wetsuit is. In 1951 ontdekte natuurkundige Hugh Bradner de isolerende werking van een dun laagje water tussen een pak en het lichaam. Het was het idee van Willard Bascome om neopreen te gebruiken. Bradner en Bascome lukte het niet om het wetsuit tot een commercieel succes te maken. Bob en Bill Meistrell uit Manhattan Beach, Californië begonnen te experimenteren met neopreen rond 1953. De ontwikkeling begon in de duik/surfshop Dive 'N Surf. Hun bedrijf zou later omgedoopt worden tot Body Glove.
Men denkt dat Jack O'Neill de wetsuit heeft uitgevonden. Hij zou het ontdekt hebben in de onderlaag van een tapijt van een vliegtuig. Dit wordt tegengesproken door experts in de vliegtuigindustrie. Neopreen is namelijk niet brandveilig. Men zegt zelfs dat zijn broer Robert de eerste designs heeft gemaakt en later met zijn broer het succesvolle bedrijf O'Neill is begonnen in Pleasure Point, Santa Cruz, Californië.